# Société ethnologique de Paris
La Société ethnologique de Paris était une société savante française éphémère fondée par William Frédéric Edwards en 1839. Elle développe les théories du racisme scientifique.
À l'époque, le terme « ethnologie » était un néologisme, et la Société était la première association réunissant des savants et des voyageurs ayant pour intérêt principal la question raciale. Elle s'enrichit au fil des réunions de membres représentatifs d'une élite variée réunissant médecins, explorateurs, géographes, industriels, artistes, banquiers, députés et agents coloniaux. Elle est considérée[Par qui ?] comme une institution importante dans le contexte de la formation des sciences sociales, bien qu'il ait existé d'autres sociétés avant celle-ci traitant de thèmes proches, dans les premières décennies du XIXe siècle, telles que la Société des Observateurs de l'Homme, la Société phrénologique ou la Société géographique. L'ethnologie étant souvent considérée à l'époque comme une sous-branche de la géographie, de très nombreux membres de la Société de géographie étaient également membres de la Société ethnologique.
Elle fut dissoute en 1862, après une longue période d'inactivité. Cependant, cette inactivité est difficile à confirmer en l'absence ou perte de publications postérieures à 1847. Pourtant, Casimir Guérin, l'un des membres, évoque son appartenance à la Société d'Ethnologie en en-tête d'Essais poétiques publiés en 1850, suggérant une potentielle survie de la société, à moins que cette mention ne soit qu'à visée ostentatoire.
Le programme de la Société était contenu dans un pamphlet d'Edwards écrit une décennie plus tôt, Des caractères physiologiques des races humaines considérés dans leurs rapports avec l'histoire,. L'objectif était d'étudier les variétés humaines et de produire des conclusions fondées sur la notion de race. Edwards en était le premier président, avec Imbert des Mottelettes en tant que secrétaire mais à sa mort en 1842 il fut remplacé par le vicomte de Santarém.
La Société fut active jusqu'à la fin de la Monarchie de Juillet, puis les événements politiques précipitèrent son déclin. Elle publia jusqu'en 1847. Son débat le plus important et rapporté avec le plus de détails fut réparti sur plusieurs réunions en 1847 et concernait les rapports entre les races blanche et noire, dans un contexte de plus en plus mouvementé dans le sillage des débats sur l'abolition de l'esclavage. C'est lors de cette séries de discussions que Victor Schœlcher, principal responsable de l'abolition immédiate en 1848, défendit ses positions en faveur d'une abolition sans concession et exposant ses vues égalitaristes.
Parmi les membres de la Société figuraient d'importants saint-simoniens, dont Gustave d'Eichthal et Ismayl Urbain.